# Postal Savings Bank of China
Postal Savings Bank of China Co., Ltd. conosciuta anche come PSBC, (中國郵政儲蓄銀行股份有限公司T, 中国邮政储蓄银行股份有限公司S) è una banca commerciale al dettaglio cinese fondata nel 2007 e con sede a Pechino (ma ha ereditato la rete di distribuzione di China Post). Fornisce servizi finanziari di base, in particolare alle piccole e medie imprese, ai clienti rurali  e a basso reddito. Al 31 dicembre 2017, PSBC conta 39.798 filiali che coprono tutte le regioni della Cina. È la seconda banca cinese per numero di filiali, dopo la Agricultural Bank of China. Nel 2023 PSBC si è classificata al 27º posto nella classifica Forbes Global 2000.
La banca è quotata alla Borsa di Hong Kong dal 30 settembre 2016. Le società e le istituzioni finanziarie che detengono azioni includono Tencent, UBS, Temasek Holdings e Morgan Stanley. Le Poste cinesi possiedono il 68,92% delle azioni. 

## Storia
La banca è stata fondata nel 2007 dallo State Post Bureau, l'agenzia governativa responsabile del servizio postale cinese, con un capitale iniziale di 20 miliardi di RMB. Oggi conta 1.500 miliardi di RMB in depositi.
Grazie alla sua estensione, la banca ha svolto un ruolo significativo nel pacchetto di stimoli economici nazionali del governo sulla scia della crisi finanziaria iniziata nel 2007. I prestiti mirati della banca hanno sostenuto l’attività economica, soprattutto nelle regioni rurali. Ciò includeva l'utilizzo dei servizi di microfinanza della banca anche alle cooperative di credito cinesi come strumento per lo sviluppo nazionale e la riduzione della povertà.

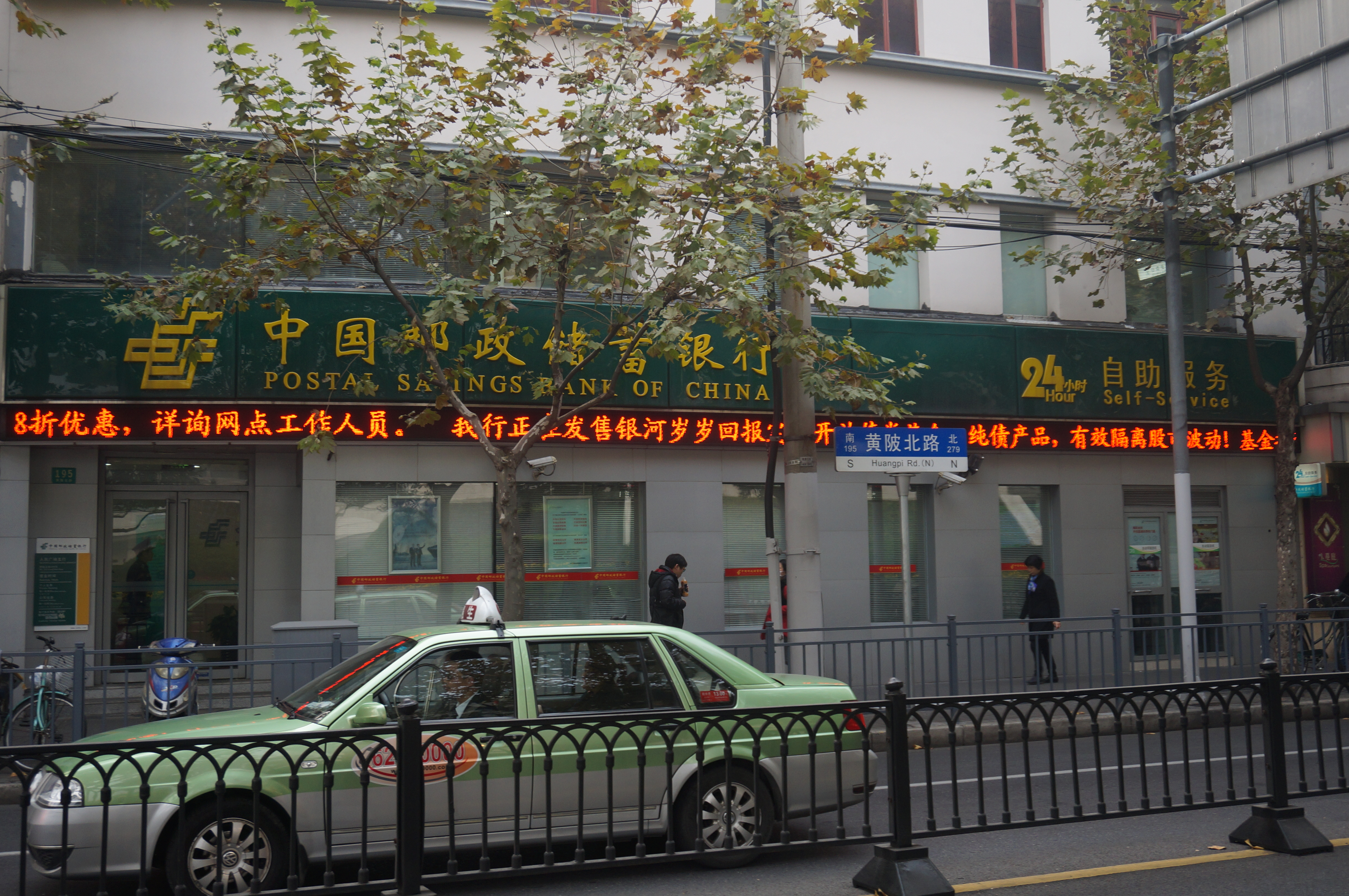
Una filiale della Postal Savings Bank of China a Shanghai

L'8 dicembre 2015, la China Postal Savings Bank, attraverso l'emissione di azioni pro-float, ha ricevuto un'iniezione di investimenti da Temasek Holdings di Singapore, UBS, Canada Pension Plan Investment Board, International Finance Corporation, Morgan Stanley, DBS Bank, Tencent, Ant Financial Services Group, China Life e China Telecom, con un investimento complessivo di 45,1 miliardi di yuan. Questi "investitori strategici" detenevano insieme una partecipazione del 16,92% nella società al momento dell'acquisto. Il titolo è stato quotato tramite un'offerta pubblica iniziale alla Borsa di Hong Kong il 30 settembre 2016. Prima della quotazione, era la più grande banca cinese non quotata.
Nel 2022, la Postal Savings Bank Of China ha servito circa 600 milioni di clienti personali con circa 40.000 punti vendita e servizi.
Xuewen Zhang e Hong Lao ricoprono il ruolo di vicepresidenti della banca e co-direttori esecutivi.